# Plan Director (Montevideo)
Der Plan Director de Montevideo war ein Stadtentwicklungsplan für die uruguayische Hauptstadt Montevideo, der 1956 Rechtskraft erlangte.
Der Plan Director ersetzte den Plan Regulador von 1930, der die Schaffung eines neuen Stadtzentrums beinhaltete und der wegen seiner immensen Kosten nicht umgesetzt werden konnte. Der neue Stadtentwicklungsplan berücksichtigte demgegenüber die im Plan Regulador außer Acht gelassenen finanziellen Aufwendungen der Umstrukturierungsmaßnahmen.
Im ersten Planungsschritt nahm man eine Gliederung des Stadtgebiets in diverse Zonen vor. Für diese einzelnen Zonen erfolgte dann die Erarbeitung gesonderter Pläne, wie beispielsweise der Plan de Remodelación Integral für die Altstadt aus dem Jahre 1957.
Der Plan Director sah unter anderem vor, im zentralen Altstadtbereich Hochhäuser zu errichten, die im Erdgeschoss über Einzelhandel verfügten. In den Randbereichen sollten zudem zwei große Mietsblöcke entstehen.
Der zweite Planungsschritt befasste sich mit verkehrsbezogener Planung.
Kern des Plan Director war die Errichtung von drei Zentren mit unterschiedlichen Funktionen. Dies waren das Centro Histórico als kultureller Mittelpunkt sowie das Centro Bancario und das Centro Portuario.